# 평해 김씨
평해 김씨(平海金氏)는 경상북도 울진군 평해읍을 본관으로 하는 한국의 성씨이다.
시조 김숙흥(金叔興)은 여요전쟁에 참여해 공을 세운 무신이고 김맹절(金孟節)은 조선에서 판관(判官)을 지냈다.

## 참고 자료
- “평해김씨(平海金氏)”. 뿌리를 찾아서.[깨진 링크(과거 내용 찾기)]